# Zoticus toconaoensis
Zoticus toconaoensis là một loài ruồi trong họ Asilidae. Zoticus toconaoensis được Artigas miêu tả năm 1970. Loài này phân bố ở vùng Tân nhiệt đới.